# Bulgarische Fußballmeisterschaft 1930
Die Bulgarische Fußballmeisterschaft 1930 war die sechste Spielzeit der höchsten bulgarischen Fußballspielklasse. Neun Mannschaften ermittelten den Meister im Pokalmodus.

## Teilnehmer
| - Botew Plowdiw - Etar Tarnowo - Khan Omurtag Schumen - Krakra Pernik - Rakowski Russe | - Slawa Jambol - Slawia Sofia - Viktoria 23 Widin - Wladislaw Warna |

## 1. Runde
Ein Freilos erhielt: Botew Plowdiw
|                 | Ergebnis |                      |
| --------------- | -------- | -------------------- |
| Wladislaw Warna | 7:1      | Slawa Jambol         |
| Rakowski Russe  | 0:6      | Khan Omurtag Schumen |
| Etar Tarnowo    | 6:2      | Viktoria 23 Widin    |
| Krakra Pernik   | 0:4      | Slawia Sofia         |

## Viertelfinale
Ein Freilos erhielt: Botew Plowdiw
|                 | Ergebnis |                      |
| --------------- | -------- | -------------------- |
| Wladislaw Warna | 4:2      | Khan Omurtag Schumen |
| Slawia Sofia    | 4:2      | Etar Tarnowo         |

## Halbfinale
Ein Freilos erhielt: Wladislaw Warna
|              | Ergebnis |               |
| ------------ | -------- | ------------- |
| Slawia Sofia | 2:1      | Botew Plowdiw |

## Finale
| Datum      |              | Ergebnis |                 |
| ---------- | ------------ | -------- | --------------- |
| 03.10.1930 | Slawia Sofia | 2:1      | Wladislaw Warna |